# Laelia kautskyi
Laelia kautskyi é uma espécie epífita com pseudobulbos finos e roliços de trinta centímetros de comprimento, sustentando uma única folha lanceolada linear de trinta centímetros. Inflorescência formando um racimo subereto e curto de três a oito flores. Flor de dois centímetros de diâmetro de cor laranja. Labelo totalmente truncado com lóbulo central encrespado de cor branca. Existem também plantas com flores totalmente amarelas.
Floresce na primavera.